# Vignoble du Nord-Pas-de-Calais
Le vignoble du Nord-Pas-de-Calais  est une ancienne région viticole française. 

## Situation géographique
Le Nord-Pas-de-Calais, ancienne région administrative du nord de la France, regroupe deux départements : le Nord et le Pas-de-Calais.

## Histoire

### Antiquité et Moyen Âge
La vigne acclimatée par les Romains resta cultivée jusqu'au petit âge glaciaire, mais sa production était très inégale ; elle fournissait aussi du verjus pour accommoder les mets. La bière restait la boisson populaire, tandis que les cours des comtes de Flandres et d'Artois importaient du vin de Bourgogne et d'Arbois, et que les abbayes possédaient des vignobles dans d'autres régions. On retrouve la trace de cette exploitation dans la dénomination d'une commune, Les Rues des Vignes, située à proximité de l'Abbaye de Vaucelles, dans le Cambrésis.

### Décadence à partir duXVIesiècle
Dès la fin de la guerre de cent ans, les routes deviennent plus sûres, le cabotage se développe le long des côtes et il devient possible de faire venir des vins du midi, moins coûteux à produire et de qualité plus régulière. Au XIXe siècle c'est le développement des chemins de fer qui accélérera le déclin de la viticulture septentrionale.

### Renaissance à la fin duXXesiècle
Juste avant la fin du XXe siècle et au début du XXIe siècle s'annonce un renouveau des activités vitivinicoles en région Nord-Pas-de-Calais : on assiste à la multiplication des vignobles communaux, associatifs et particuliers.

## Aspect économique
La vitiviniculture du Nord-Pas-de-Calais est désormais une vitiviniculture de plaisance, de loisir, qui se met en place en dehors de la production agricole traditionnelle. Ces vignes, une dizaine environ, peut-être davantage, ont essentiellement une vocation pédagogique, culturelle, touristique, et historique. On trouve notamment de petits vignobles à Saint Vaast/Arras, à Givenchy-en-Gohelle, Valenciennes, Liévin, Pihen-les-Guines, Bousies, Hondschoote, des vignes à vin chez des particuliers à Fives et un vignoble de 3000 pieds implanté sur un terril à Haillicourt, suivant en cela l'exemple lancé en Wallonie dès 1971-72 à Chapelle-lez-Herlaimont. Chez les particuliers le vignoble est parfois composé d'une seule treille. Le vin qui en est produit, souvent en toute petite quantité, n'est pas commercialisé.

## Encépagement
Dans les vignobles communaux et/ou associatifs les cépages les plus couramment plantés sont le pinot noir, le pinot gris le chardonnay. Chez les vignerons amateurs particuliers ce sont encore parfois des HPD comme le baco, le Léon Millot  ou le Triomphe d'Alsace ou des hybrides interspécifiques comme le perdin, le phoenix , le régent ou le sirius.